# Sant Privat (Ardecha)
Sant Privat (en francès Saint-Privat) és un municipi francès situat al departament de l'Ardecha i a la regió d'Alvèrnia-Roine-Alps. L'any 2007 tenia 1.570 habitants.

## Demografia

### Població
El 2007 la població de fet de Saint-Privat era de 1.570 persones. Hi havia 683 famílies de les quals 207 eren unipersonals (58 homes vivint sols i 149 dones vivint soles), 248 parelles sense fills, 203 parelles amb fills i 25 famílies monoparentals amb fills.
La població ha evolucionat segons el següent gràfic:
Habitants censats

### Habitatges
El 2007 hi havia 818 habitatges, 689 eren l'habitatge principal de la família, 33 eren segones residències i 96 estaven desocupats. 687 eren cases i 52 eren apartaments. Dels 689 habitatges principals, 437 estaven ocupats pels seus propietaris, 224 estaven llogats i ocupats pels llogaters i 27 estaven cedits a títol gratuït; 79 tenien una cambra, 23 en tenien dues, 94 en tenien tres, 182 en tenien quatre i 311 en tenien cinc o més. 566 habitatges disposaven pel capbaix d'una plaça de pàrquing. A 266 habitatges hi havia un automòbil i a 297 n'hi havia dos o més.

### Piràmide de població
La piràmide de població per edats i sexe el 2009 era:
| Homes | Edats   | Dones |
| ----- | ------- | ----- |
| 0     | 95 o +  | 0     |
| 8     | 90 a 94 | 24    |
| 8     | 85 a 89 | 12    |
| 8     | 80 a 84 | 8     |
| 24    | 75 a 79 | 56    |
| 24    | 70 a 74 | 32    |
| 48    | 65 a 69 | 56    |
| 44    | 60 a 64 | 40    |
| 44    | 55 a 59 | 44    |
| 36    | 50 a 54 | 64    |
| 48    | 45 a 49 | 56    |
| 36    | 40 a 44 | 32    |
| 48    | 35 a 39 | 68    |
| 72    | 30 a 34 | 44    |
| 32    | 25 a 29 | 40    |
| 16    | 20 a 24 | 20    |
| 60    | 15 a 19 | 32    |
| 44    | 10 a 14 | 4     |
| 40    | 5 a 9   | 52    |
| 36    | 0 a 4   | 28    |

## Economia
El 2007 la població en edat de treballar era de 905 persones, 638 eren actives i 267 eren inactives. De les 638 persones actives 575 estaven ocupades (311 homes i 264 dones) i 63 estaven aturades (27 homes i 36 dones). De les 267 persones inactives 113 estaven jubilades, 67 estaven estudiant i 87 estaven classificades com a «altres inactius».

### Ingressos
El 2009 a Saint-Privat hi havia 669 unitats fiscals que integraven 1.600 persones, la mediana anual d'ingressos fiscals per persona era de 17.602 €.

### Activitats econòmiques
Dels 59 establiments que hi havia el 2007, 3 eren d'empreses alimentàries, 1 d'una empresa de fabricació d'altres productes industrials, 12 d'empreses de construcció, 14 d'empreses de comerç i reparació d'automòbils, 3 d'empreses de transport, 5 d'empreses d'hostatgeria i restauració, 1 d'una empresa d'informació i comunicació, 2 d'empreses immobiliàries, 7 d'empreses de serveis, 7 d'entitats de l'administració pública i 4 d'empreses classificades com a «altres activitats de serveis».
Dels 19 establiments de servei als particulars que hi havia el 2009, 1 era una oficina de correu, 3 tallers de reparació d'automòbils i de material agrícola, 6 paletes, 2 guixaires pintors, 2 lampisteries, 2 electricistes, 2 perruqueries i 1 restaurant.
Dels 6 establiments comercials que hi havia el 2009, 1 era una botiga de més de 120 m², 3 fleques, 1 una botiga d'electrodomèstics i 1 un drogueria.
L'any 2000 a Saint-Privat hi havia 16 explotacions agrícoles que ocupaven un total de 64 hectàrees.

## Equipaments sanitaris i escolars
L'únic equipament sanitari que hi havia el 2009 era una farmàcia.
El 2009 hi havia 1 escola maternal i 1 escola elemental.

## Poblacions més properes
El següent diagrama mostra les poblacions més properes.